# Mario Rinaldi
Mario Rinaldi   (Rovato, 17 de març de 1966) és un ex-pilot d'enduro italià, quatre vegades Campió del Món amb KTM i quatre vegades guanyador del Trofeu als ISDE com a membre de l'equip italià. El 2001 canvià a Yamaha i el 2005 a Husaberg, fins que es retirà del Campionat del Món i es concentrà en el d'Itàlia, del qual ja n'havia guanyat 10 títols entre el 1992 i el 2002.

## Palmarès
| Any             | Motocicleta     | Campionat del Món d'enduro | Campionat del Món d'enduro | Campionat del Món d'enduro | Campionat del Món d'enduro | Campionat del Món d'enduro | Campionat del Món d'enduro | ISDE W. Trophy |
| Any             | Motocicleta     | 350cc                      | 400cc                      | 500cc                      | E1                         | E3                         | P1                         | ISDE W. Trophy |
| --------------- | --------------- | -------------------------- | -------------------------- | -------------------------- | -------------------------- | -------------------------- | -------------------------- | -------------- |
| 1991            | KTM             | 2n                         | -                          | -                          | -                          | -                          | 1                          | 14è            |
| 1992            | KTM             | 1r                         | -                          | -                          | -                          | -                          | 3                          | 1r             |
| 1993            | KTM             | 4t                         | -                          | -                          | -                          | -                          | 1                          |                |
| 1994            | KTM             | 1r                         | -                          | -                          | -                          | -                          | 6                          | 1r             |
| 1995            | KTM             | 2n                         | -                          | -                          | -                          | -                          | 4                          |                |
| 1996            | KTM             | -                          | 2n                         | -                          | -                          | -                          | 5                          | 2n             |
| 1997            | KTM             | -                          | 1r                         | -                          | -                          | -                          | 8                          | 1r             |
| 1998            | KTM             | -                          | 3r                         | -                          | -                          | -                          | 1                          | 4t             |
| 1999            | KTM             | -                          | 2n                         | -                          | -                          | -                          | 6                          | 2n             |
| 2000            | KTM             | -                          | 1r                         | -                          | -                          | -                          | 4                          | 1r             |
| 2001            | Yamaha          | -                          | 2n                         | -                          | -                          | -                          | 3                          | 2n             |
| 2002            | Yamaha          | -                          | -                          | 6è                         | -                          | -                          | 0                          |                |
| 2003            | Yamaha          | -                          | 10è                        | -                          | -                          | -                          | 0                          | 2n             |
| 2004            | Yamaha          | -                          | -                          | -                          | 7è                         | -                          | 0                          | 2n             |
| 2005            | Husaberg        | -                          | -                          | -                          | -                          | 10è                        | 0                          |                |
| Total victòries | Total victòries |                            |                            |                            |                            |                            | 42                         |                |
| Total títols    | Total títols    | 2                          | 2                          | 0                          | 0                          | 0                          |                            | 4              |
|                 |                 | 4 mundials                 |                            |                            |                            |                            |                            |                |

Notes
1. ↑   La classificació consignada als ISDE fa referència a la posició final obtinguda per l'equip estatal
2. ↑   A P1 s'hi compten les victòries aconseguides en Grans Premis puntuables per al Campionat del Món